# Elena Camacho
Elena Camacho Rozas (Santander, 20 de octubre de 1964) es una escritora española, profesora de Lengua y Literatura.

## Biografía
Licenciada en las especialidades de Lengua (1987) y Literatura (1989) y doctora en Filología Hispánica por la Universidad de Oviedo (1998), abordó en su tesis el tema del comportamiento no verbal en la literatura (El lenguaje no verbal a la luz del lenguaje verbal literario en El Jarama de Sánchez Ferlosio y El día señalado de Mejía Vallejo), lo que se refleja tanto en su poesía como en su novela.

## Obras

### Tesina
- La interacción en el diálogo novelesco, El Jarama, Pentalfa Ediciones,1992.[3]

### Poemarios
- Versatilidad de la emoción, 2006, autoedición.[4]
- Ars adivinatoria y Trizas y trazos, 2009, autoedición.[5]
- El pliego La escala de Jacob, número 10 en la colección “Son de Sirena”, editado por el Ayuntamiento de Santa María de Cayón, 2007. [6]
- Reedición conjunta de tres poemarios anteriores: Versatilidad de la emoción, Ars adivinatoria y Trizas y trazos (Caligrama, 2018).[7]
- Metamorfosis. Bodegones y otras naturalezas vivas (Caligrama, 2018).[8]
- Colección de flores raras. Las noches y los días. Itinerario: Biblioteca (Caligrama, 2020).[9]

### Colaboraciones
Textos suyos han sido recogidos en varias antologías poéticas de Cantabria, obras colectivas, revistas digitales y plaquettes. Y colabora habitualmente en proyectos artísticos muy diversos: 
- Espacios sensibles (2013),[10]
- Género femenino, número plural (2013),[11]
- Teresa: erótica de la luz (2015),[12][13][14]
- Acogida  sí, guerra no (2017),
- 100 x 27 mujeres sinsombrero (2018),[15][16]
- La frase secreta, Marina Gurruchaga Sánchez, 2011.[17]

### Novela
- El camarero de El gato que ladra, Ediciones Alféizar, 2020.[18][19]

## Premios y reconocimientos
- 1983 Finalista Premio de Poesía “José Hierro”, patrocinado por el Excmo. Ayuntamiento de Santander, con su poema En memoria.
- 1998 Finalista II Premio Alegría de Poesía, certamen que convoca el Ayuntamiento de Santander, por su poemario Versatilidad de la emoción.
- 1999 Finalista III Premio Alegría de Poesía certamen que convoca el Ayuntamiento de Santander, por su poemario con Se levantó al alba una pregunta.

- 2020 Finalista del concurso de historias sobre #NuestrosHéroes de zendalibros.com.[20]